# Mouvement pour la souveraineté hawaïenne
Le Mouvement pour la souveraineté hawaïenne (en anglais : Hawaiian sovereignty movement, en hawaïen : ke ea Hawai‘i) est un mouvement indépendantiste hawaïen comportant différentes organisations politiques et culturelles ainsi que différents individus revendiquant différentes formes de souveraineté pour Hawaï.

## Contexte historique
Le royaume d'Hawaï a été unifié en 1810 sous l'autorité du roi Kamehameha Ier et reconnu indépendant par de nombreux pays notamment les États-Unis. L'arrivée dans le pays de missionnaires américains entraîna l'évangélisation de l'archipel ainsi que la formation d'une élite dont les membres dominèrent la vie économique et politique du royaume dans la seconde moitié du XIXe siècle. Parallèlement, le développement notamment de la canne à sucre amena l'arrivée d'une abondante main d'œuvre d'origine asiatique dont les descendants forment aujourd'hui une grande partie de la population.
En 1893, un coup d'État, mené par les milieux d'affaires hawaïens et américains, renverse la reine Liliʻuokalani, met fin à la monarchie et aggrave le processus de colonisation de l'archipel. En 1898, Hawaï est annexé par les États-Unis, qui en feront, par une décision unilatérale, leur 50e état en 1959. La population hawaïenne autochtone se retrouve marginalisée.
Coïncidant avec d'autres mouvements d'activistes indigènes des années 1960 et 1970, le mouvement pour la souveraineté hawaïenne est alors dirigé par des organisations et des individus activistes hawaïens autochtones qui critiquent les problèmes affectant alors Hawaï, notamment l'urbanisation et le développement commercial des îles, la corruption dans le programme Hawaiian Homelands et l'appropriation des lieux de sépulture et d'autres espaces sacrés. Pendant les années 1980, le mouvement gagne en visibilité culturelle et politique.

## Militants et défenseurs de la souveraineté hawaïenne
- George Helm (en), musicien.
- Israel Kamakawiwoʻole, musicien.
- Kawaipuna Prejean (en), nationaliste hawaïen, activiste, défenseur du mouvement souverainiste hawaïen et fondateur de la Coalition hawaïenne des revendications autochtones, maintenant connue sous le nom de Native Hawaiian Legal Corporation (en).
- Sudden Rush (en), groupe musical hawaïen de rap/hip hop.
- Owana Salazar (en), prétendant au trône d'Hawaï et membre de la Maison de Laʻanui (en).
- Nikolai Sudzilovsky (en), révolutionnaire russe devenu président du Sénat d'Hawaï.